# Resaka
Resaka, es el cuarto álbum de estudio de la banda de punk rock argentina Flema, editado en el año 1998. "Resaka" es uno de los discos más importantes de Flema. El álbum incluye algunos audios de entrevistas realizadas a Ricky Espinosa, además cuenta con cuatro temas registrados en directo en Cemento el 25 de septiembre de 1998. El disco fue remasterizado en 2002 e incluye varios Bonus track.

## Lista de canciones
| Primera edición |                                      |          |  |
| N.º             | Título                               | Duración |  |
| 1.              | «Si Tu Me Amas»                      | 1:41     |  |
| 2.              | «Tetrabrik»                          | 1:58     |  |
| 3.              | «Zafarla»                            | 1:40     |  |
| 4.              | «No Quiero Ir A La Guerra»           | 2:20     |  |
| 5.              | «Mi Obsesión»                        | 4:05     |  |
| 6.              | «Nieve Blanca»                       | 1:23     |  |
| 7.              | «Surfeando En El Riachuelo»          | 1:29     |  |
| 8.              | «Carne De Cañón»                     | 1:01     |  |
| 9.              | «Vamos A Fumar (Version Alcohólica)» | 2:38     |  |
| 10.             | «Ahogado en Alcohol»                 | 2:43     |  |
| 11.             | «Fernando Anda En Skate»             | 1:51     |  |
| 12.             | «Siempre Estoy Dado Vuelta»          | 2:25     |  |
| 13.             | «Cancer»                             | 1:38     |  |
| 14.             | «Buscando Un Lugar»                  | 1:19     |  |

| Reedición con temas extra |                                        |          |  |
| N.º                       | Título                                 | Duración |  |
| 1.                        | «Si tú me amas»                        | 1:41     |  |
| 2.                        | «Tetrabrik»                            | 1:58     |  |
| 3.                        | «Zafarla»                              | 1:40     |  |
| 4.                        | «No quiero ir a la guerra (En vivo)»   | 2:17     |  |
| 5.                        | «Mi obsesión»                          | 4:05     |  |
| 6.                        | «Nieve blanca»                         | 1:23     |  |
| 7.                        | «Surfeando en el riachuelo»            | 1:29     |  |
| 8.                        | «Carne de cañón»                       | 1:01     |  |
| 9.                        | «Vamos a fumar (Versión Alcohólica)»   | 2:38     |  |
| 10.                       | «Yo quiero estar sedado [tema extra]»  | 2:19     |  |
| 11.                       | «Separación [tema extra]»              | 3:58     |  |
| 12.                       | «Volando bajo [tema extra]»            | 3:30     |  |
| 13.                       | «Ahogado en alcohol (En vivo)»         | 2:40     |  |
| 14.                       | «Fernando anda en skate (En vivo)»     | 1:48     |  |
| 15.                       | «Siempre estoy dado vuelta (En vivo)»  | 2:23     |  |
| 16.                       | «Cancer (En vivo)»                     | 1:35     |  |
| 17.                       | «Buscando un lugar (En vivo)»          | 1:18     |  |
| 18.                       | «Y aun yo te recuerdo [tema extra]»    | 3:08     |  |
| 19.                       | «La sangre de tu hermana [tema extra]» | 1:32     |  |
| 20.                       | «Chicas judías [tema extra]»           | 1:34     |  |
| 21.                       | «Recordándote [tema extra]»            | 0:54     |  |
| 22.                       | «Grande Angie [tema extra]»            | 0:50     |  |
| 23.                       | «Si yo soy así [tema extra]»           | 1:58     |  |
| 24.                       | «Me tengo que ir [tema extra]»         | 1:59     |  |
| 49:38                     |                                        |          |  |

## Músicos
- Ricky Espinosa - voz
- Gustavo Brea - guitarra
- Luichi Gribaldo - guitarra
- Fernando Rossi - bajo
- Pablito Martínez - batería